# Hipparchia extrema
Hipparchia extrema är en fjärilsart som beskrevs av Alphéraky 1889. Hipparchia extrema ingår i släktet Hipparchia och familjen praktfjärilar. Inga underarter finns listade i Catalogue of Life.